# (31555) Wheeler
(31555) Wheeler (1999 EV2) – planetoida z grupy pasa głównego asteroid okrążająca Słońce w ciągu 3,43 lat w średniej odległości 2,27 j.a. Odkryta 7 marca 1999 roku.